# 초전도 초충돌기

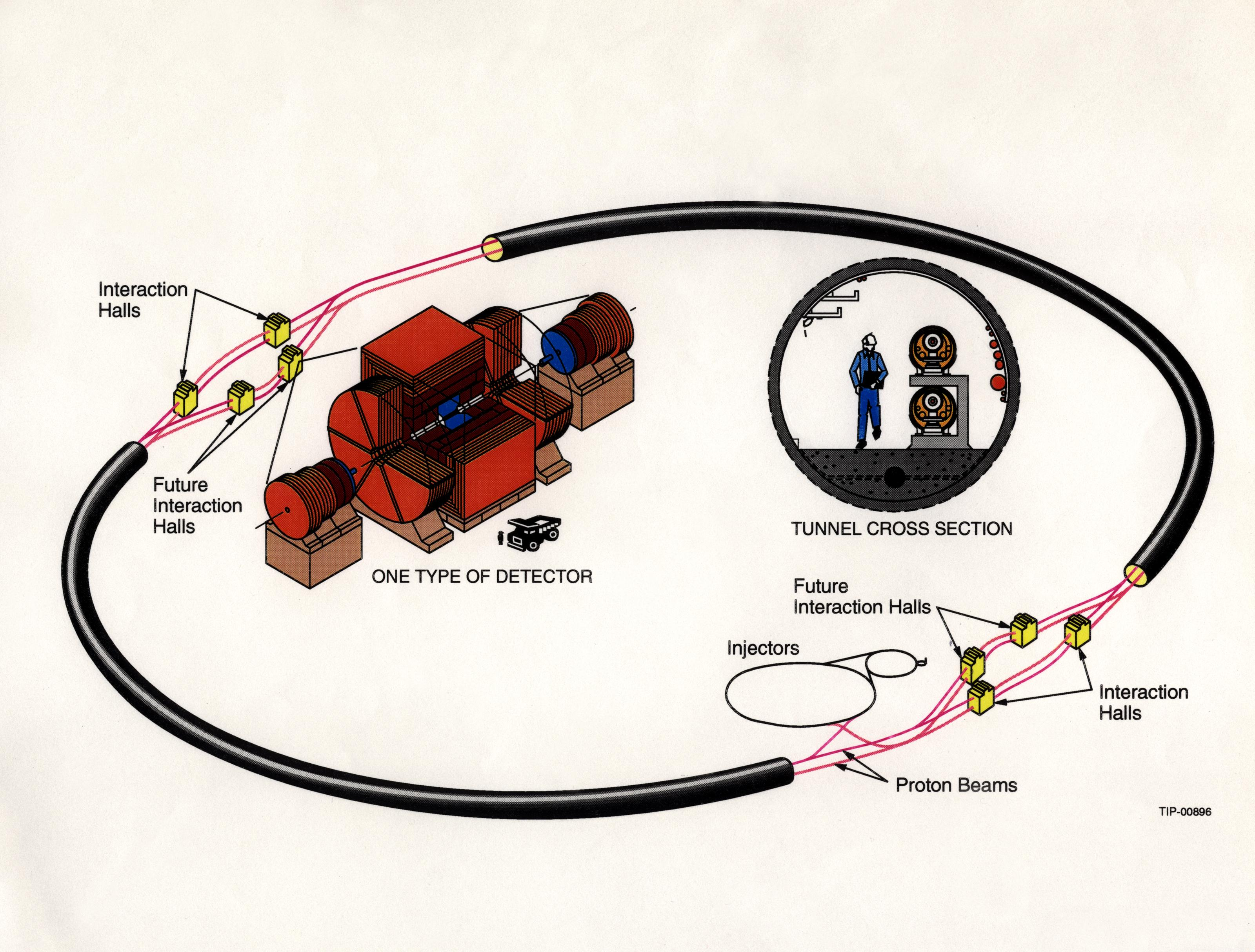

초전도 초충돌기(Superconducting Super Collider, SSC)는 텍사스주의 웩서헤치 시 (Waxahachie) 근처에 건설될 예정이었던 입자 가속기이다. 별명은 데저트론이다. 1993년 계획이 취소되었다.

## 역사
미국은 우주 정거장과 거대 입자가속기 중 우주정거장에 집중하기로 하여, 1993년 데저트론 계획을 취소했다.

## 계획
- 책임자 : 로이 슈비터스
- 둘레길이 : 87 킬로미터
- 살 한 개당 에너지 : 20 테라전자볼트(TeV)

## 건설
- 1983년 12월 : National Reference Designs Study에서 계획
- 1988년 11월 : 미국 에너지부가 건설 장소로 텍사스 선정
- 1991년 : 건설 시작
- 1993년 : 건설 계획 취소, 23.5 킬로미터의 터널 굴착

## 같이 보기
- 이사벨
- 거대 하드론 충돌기
- 페르미 국립 가속기 연구소
- 독일 전자 싱크로트론